# Regne de Sarawak
El regne de Sarawak fou un estat que va existir al nord de Borneo entre 1846 i 1946. El seu sobirà era britànic i va portar el títol de raja.

## Història

### Fundació del regne

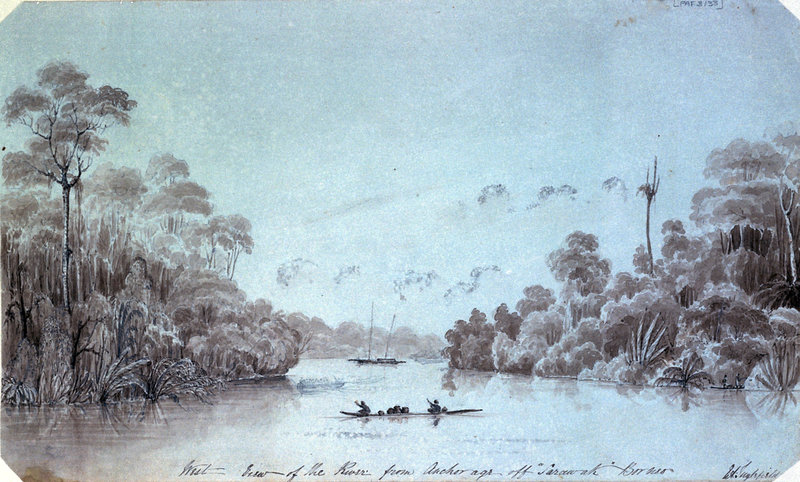
Vista del riu a l'embarcador de Sarawak, Borneo, vers 1800. Pintura del Museu Marítim Nacional de Londres.

Durant el segle xvi, l'àrea de Kuching era coneguda pels cartògrafs portuguesos com Cerava, un dels cinc grans ports de mar a l'illa de Borneo. Estava sota la influència del sultanat de Brunei i s'auto-governava sota el sultà Tengah. A principis del segle xix, Sarawak s'havia convertit en un territori governat de manera lliure però sota el control del Sultanat de Brunei. El sultà de Brunei tenia autoritat només al llarg de les regions costaneres de Sarawak en poder dels líders malais semi-independents, però al interior de Sarawak hi havia guerres tribals lliurades per ibans, kayans, i els pobles kenyah, que va lluitar agressivament per expandir els seus territoris. Després del descobriment de mineral d'antimoni a la regió de Kuching, el Pangeran Indera Mahkota (un representant del Sultà de Brunei) va començar a desenvolupar el territori entre 1824 i 1830. Quan la producció d'antimoni va augmentar el sultanat de Brunei va exigir impostos més alts a Sarawak; això va conduir als disturbis civils i al caos. El 1839, el sultà Omar Ali Saifuddin II (1827-1852), va ordenar el seu oncle Pangeran Muda Hashim la restauració de l'ordre. Va ser en aquest moment que James Brooke (que més tard es convertirà en el primer raja blanc de Sarawak) va arribar a Sarawak, i Pangeran Muda Hashim va sol·licitar la seva ajuda en l'afer, però Brooke s'hi va negar. No obstant això, va accedir a una nova sol·licitud durant la seva següent visita a Sarawak el 1841. Pangeran Muda Hashim van signar un tractat el 1841 lliurant Sarawak a Brooke. El 24 de setembre de 1841, Pangeran Muda Hashim li va atorgar el títol de governador a James Brooke. Aquest nomenament va ser confirmat posteriorment pel Sultà de Brunei el 1842. El 1843, James Brooke va decidir crear un govern pro-britànic a Brunei mitjançant la instal·lació de Pangeran Muda Hashim a la cort de Brunei que tendria com a conseller a Brooke. James Brooke va forçar a Brunei a nomenar a Hashim per la força dels canons del vapor Phlegethon de la Companyia Britànica de les Índies Orientals. La cort de Brunei no estava contenta amb el nomenament de Hashim i el va assassinar el 1845. En venjança, James Brooke va atacar Kampong Ahir, la capital de Brunei. Després de l'incident, el sultà de Brunei va enviar una carta de disculpa a la reina Victòria. El sultà també va confirmar la possessió de Sarawak i els seus drets d'explotació minera d'antimoni de James Brooke sense retre homenatge a Brunei. En 1846 Brooke es va convertir efectivament el rajà de Sarawak i va fundar la dinastia del raja blanc de Sarawak (dinastia Brooke). In 1846 Brooke effectively became the Rajah of Sarawak and founded the White Rajah Dynasty of Sarawak.

### Expansió del regne

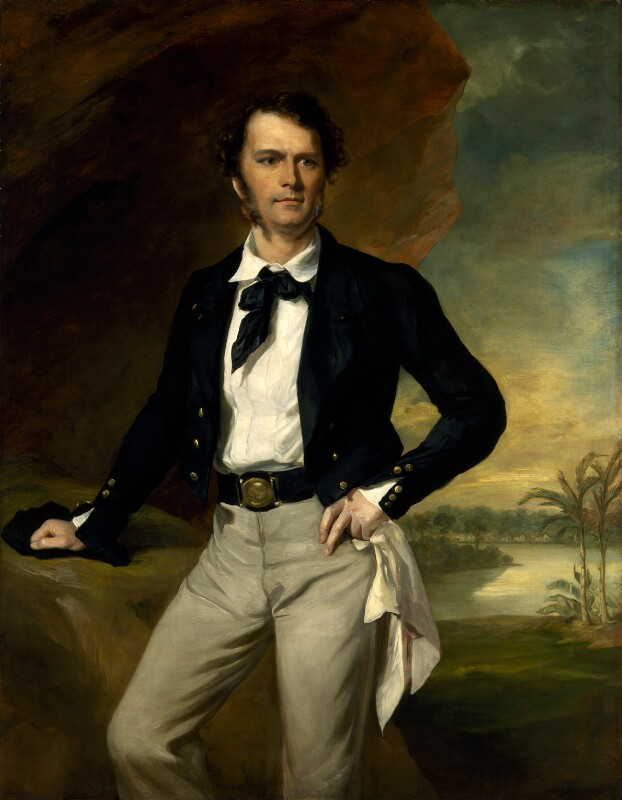
James Brooke, primer raja de Sarawak

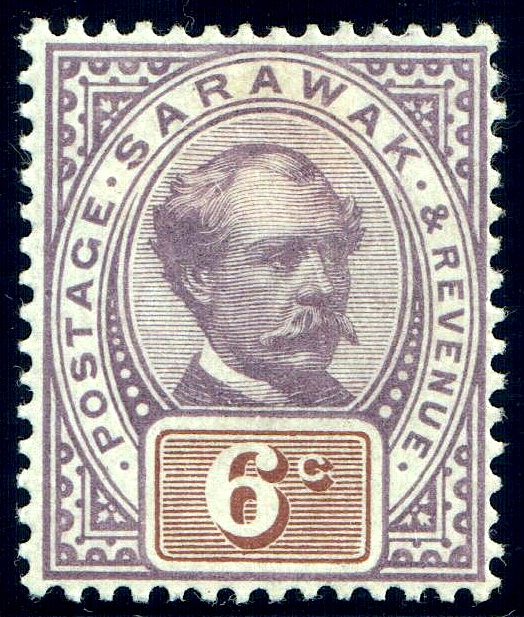
Segell de correus de 1888 amb el rostre de Charles Johnson Brooke, raja of Sarawak

Brooke va governar la zona i va ampliar el territori cap al nord, fins a la seva mort el 1868. Va ser succeït pel seu nebot Charles Anthony Johnson Brooke, que al seu torn va ser succeït pel seu fill, Charles Vyner Brooke, a condició que Charles Anthony governés en consulta amb el germà de Vyner Brooke, Bertram Brooke. Tant James com Charles Anthony Johnson Brooke van pressionar a Brunei per signar tractats com una estratègia per adquirir territoris del sultanat de Brunei i ampliar els límits territorials de Sarawak. En 1861, Brunei va cedir la regió Bintulu a James Brooke. Sarawak va ser reconegut com a estat independent pels Estats Units el 1850 i pel Regne Unit el 1864. L'estat va emetre la seva primera moneda, el dòlar de Sarawak, el 1858. El 1883 Sarawak es va estendre fins al riu Baram (prop de Miri). Limbang va ser agregat a Sarawak el 1890. L'expansió de Sarawak es va completar el 1905, quan Lawas va ser cedida al govern de Brooke. Sarawak es va dividir en cinc divisions, que corresponen als límits territorials de les àrees adquirides pels Brooke a través dels anys. Cada divisió va ser dirigida per un resident.

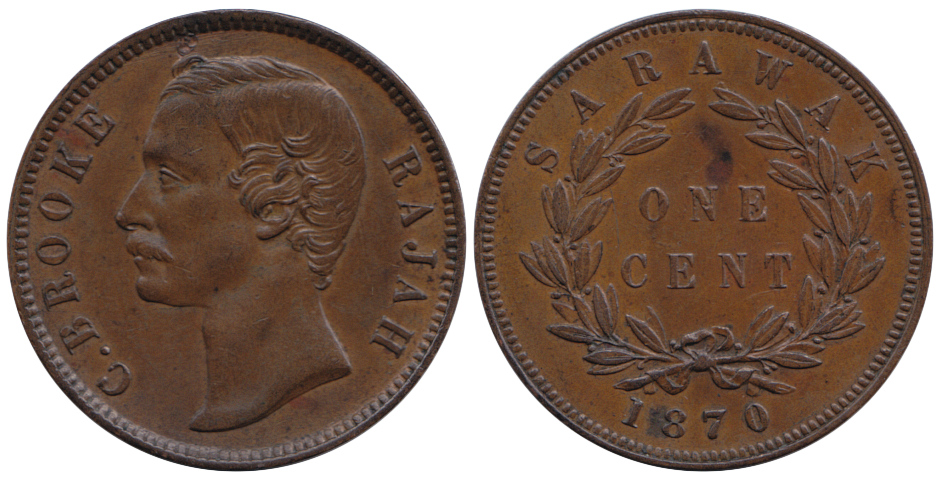
Moneda d'1 cèntim de 1870. Charles Anthony Johnson Brooke

### El regne sota protectorat britànic
Sarawak es va convertir en un protectorat britànic el 1888. La dinastia Brooke va governar Sarawak durant cent anys com "rages blancs". Els Brooke es van veure a si mateixos com pares i van adoptar la política de paternalisme per protegir els interessos de la població indígena i el seu benestar general. El govern Brooke va establir un Consell Suprem compost per caps malais que va assessorar els rages en tots els aspectes del govern. No obstant això, en el context de la moderna Malàisia, la família Brooke és vista com a colonialista. La primera reunió del Consell General va tenir lloc a Bintulu el 1867. El Consell Superior fou l'assemblea legislativa estatal més antiga de Malàisia. Mentrestant, els ibans i altres grups daiaks van ser contractats com a milícia. La dinastia Brooke també va encoratjar la immigració de comerciants xinesos per al desenvolupament econòmic, especialment en els sectors de la mineria i l'agricultura. Capitalistes occidentals tenien restringit l'entrada a l'estat, mentre que els missioners cristians van ser tolerats. També es va prohibir la pirateria, l'esclavitud, i el tall de caps. La Borneo Company Limited es va formar el 1856. Es va veure involucrat en una àmplia gamma de negocis a Sarawak, com el comerç, la banca, l'agricultura, l'exploració minera, i el desenvolupament.

### Revoltes i reforçament del poder
El 1857, 500 xinesos hakka que treballaven com a miners d'or a Bau, sota el lideratge de Liu Shan Bang, van destruir la residència dels Brooke. James Brooke es va escapar i va organitzar un exèrcit més gran juntament amb el seu nebot Charles i els seus seguidors malai-iban. Uns dies més tard, l'exèrcit de Brooke fou capaç de tallar la ruta de fugida dels rebels xinesos, que van ser aniquilats després de dos mesos de lluita. Posteriorment, els Brooke van construir una nova casa de govern a la vora del riu Sarawak, a Kuching, que actualment es coneix com l'Astana. Una facció anti-Brooke a la cort de Brunei va ser derrotada el 1860 a Mukah. Altres rebel·lions notables que van ser anul·lades per l'exitós Brooke inclouen les dirigides per un líder anaven anomenat Rentap (1853-1863), i un líder malai anomenat Syarif Masahor (1860-1862). Com a resultat, una sèrie de forts van ser construïts al voltant de Kuching per consolidar el poder del rajà. Aquests forts incloïen el Fort Margherita, que es va completar el 1879. El 1891 Charles Brooke Anthony va establir el Museu de Sarawak, el museu més antic de Borneo. El 1899, Charles Anthony Brooke va posar fi a les guerres entre tribus al Marudi. El primer pou de petroli va ser perforat el 1910. Dos anys més tard es van obrir les drassanes Brooke. Anthony Brooke va néixer en el mateix any i es va convertir en Rajah Muda (príncep hereu) el 1939.

### Ocupació japonesa

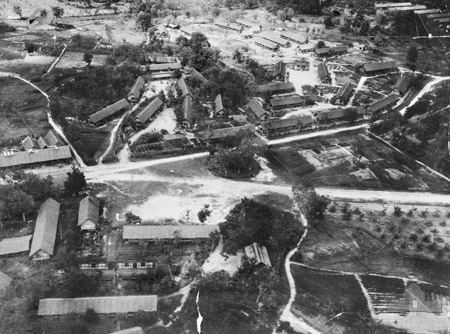
Vista aèria del campa de Batu Lintang el 29 d'agost de 1945.

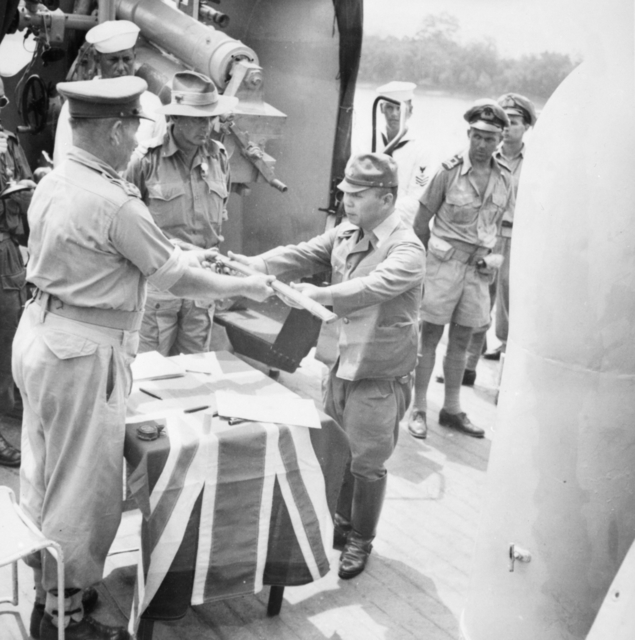
Rendició oficial dels japonesos als australians a Kuching l'11 de setembre de 1945.

El 1941, durant la celebració del centenari del govern dels Brooke a Sarawak, una nova constitució va ser introduïda per limitar el poder del raja i permetre que els habitants de juguessin un paper més important en el funcionament del govern. No obstant això, el projecte incloïa un acord secret signat entre Charles Vyner Brooke i funcionaris del govern britànic, en què Vyner Brooke cedia Sarawak com una colònia de la corona britànica a canvi d'una compensació financera per ell i la seva família.
El govern de Brooke, sota la direcció de Charles Vyner Brooke, va establir diverses pistes d'aterratge a Kuching, Oya, Mukah, Bintulu i Miri per estar preparats en cas de guerra. Abans de 1941, els britànics havien retirat les seves forces de defensa de Sarawak cap a Singapur. Amb Sarawak ara sense vigilància, el règim Brooke va decidir adoptar una política de terra cremada a les instal·lacions petrolieres a Miri que serien destruïdes igual que el camp d'aviació de Kuching que havia ser mantingut el màxim temps possible abans de ser destruït. Mentre les forces japoneses ocupaven el Borneo del Nord britànic (les dues primeres setmanes de gener de 1942) per protegir el seu flanc est de la Campanya de Malàisia i facilitar la seva invasió de Sumatra i Java occidental, una força d'invasió japonesa dirigida per Kiyotake Kawaguchi va aterrar a Miri el 16 de desembre 1941 (vuit dies dins de la Campanya de Malàisia) i Kuching va ser conquerida el 24 de desembre de 1941. Les forces britàniques dirigides pel tinent coronel Sr. C. Lane, es van retirar a Singkawang al Borneo holandès, vorejant Sarawak. Després de deu setmanes d'enfrontaments al Borneo holandès, les forces aliades es van rendir l'1 d'abril de 1942. Quan els japonesos van envair Sarawak, Charles Vyner Brooke ja se'n havia anat cap a Sydney, Austràlia, mentre que els seus agents van ser capturats pels japonesos i internats al camp de Batu Lintang.
Sarawak va ser part de l'Imperi del Japó per tres anys i vuit mesos. Sarawak, juntament amb el Borneo del Nord i Brunei, va formar una sola unitat administrativa anomenada Kita Boruneo (Borneo del Nord) sota control del 37è Exèrcit japonès amb seu a Kuching. Sarawak es va dividir en tres províncies, que foren: Kuching-shu, Sibu-shu i Miri-shu, cadascuna sota el seu respectiu governador provincial japonès. Els japonesos van retenir la maquinària administrativa d'abans de la guerra i van assignar japonesos per a les posicions de govern. L'administració de l'interior de Sarawak va quedar en mans dels caps de la policia i dels caps dels llogarets natius, sempre sota supervisió japonesa. Tot i que els malais eren generalment receptius cap als japonesos, altres tribus indígenes com els anaven, kayan, kenyah, kelabit i lun bawang mantingueren una actitud hostil cap a ells a causa de les polítiques com ara la el treball obligatori, els lliuraments forçats de productes alimentaris i la confiscació d'armes de foc. Els japonesos no van recórrer a mesures dràstiques contra la població xinesa perquè els xinesos del territori eren generalment apolítics. No obstant això, un nombre considerable de xinesos es va traslladar de les zones urbanes a l'interior menys accessible per disminuir el contacte amb els japonesos.
Les forces aliades més tard van formar la Unitat Especial Z per sabotejar les operacions japoneses del sud-est asiàtic. A partir de març de 1945, els escamots aliats van ser llançats en paracaigudes en les selves de Borneo i van establir diverses bases a Sarawak en virtut d'una operació anomenada "Semut". Centenars d'indígenes van ser entrenats per llançar ofensives contra els japonesos. La intel·ligència obtinguda en les operacions va ajudar a les forces aliades (Austràlia) en la reconquesta de Borneo el maig de 1945 en l'Operació Oboe Six This led to the surrender of the Japanese to the Australian forces on 10 September 1945 at Labuan, Això va conduir a la rendició dels japonesos a les forces australianes el 10 de setembre de 1945, a Labuan, seguit de la cerimònia de lliurament oficial a Kuching a bord de la corbeta australiana HMAS Kapunda l'endemà. Sarawak es va col·locar immediatament sota administració militar britànica fins a l'abril de 1946.

### Administració militar britànica
Després de la guerra, el govern de Brooke no tenia prou recursos per reconstruir Sarawak. Charles Vyner Brooke tampoc estava disposat a lliurar el seu poder al seu hereu, Anthony Brooke (el seu nebot, l'únic fill de Bertram Brooke) a causa de les diferències importants entre ells. A més, l'esposa de Vyner Brooke, Sylvia Brett, va intentar difamar Anthony Brooke per tractar d'instal·lar la seva pròpia filla al tron. Per tant, Vyner Brooke va decidir cedir la sobirania de Sarawak a la corona britànica. Un projecte de llei de cessió es va aprovar en el Consell Negri (ara Assemblea Legislativa de l'Estat de Sarawak) i es va debatre durant tres dies. La llei va ser aprovada el 17 de maig 1946 amb una estreta majoria (19 enfront de 16 vots). Els partidaris del projecte eren oficials majoritàriament europeus, mentre que els malais es van oposar al projecte de llei. Això va fer que centenars de funcionaris malais renunciessin en protesta, el que va generar un moviment anti-cessió i l'assassinat del segon governador colonial de Sarawak Sir Duncan Stewart per Rosli Dhobi.

### Reclamació de la corona
Anthony Brooke s'oposava a la cessió de territori del rajà a la corona britànica. No obstant això, estava vinculat als grups anti-cessionistes a Sarawak, sobretot després de l'assassinat de Sir Duncan Stewart. Anthony Brooke va continuar reclamant la sobirania com rajà de Sarawak, fins i tot després que es va convertir en una colònia de la corona britànica l'1 de juliol de 1946. Per aquest motiu va ser expulsat de Sarawak pel govern colonial i se li va permetre tornar només 17 anys més tard per a una visita nostàlgica, quan es va convertir en part de Malàisia. El 1950 tots els moviments anti-cessió de Sarawak es van aturar després de certes mesures del govern colonial. El 1951 Anthony va renunciar a tots els seus drets al tron de Sarawak després d'haber utilitzat fins a les últimes vies legals al Consell Privat.

## Governants
- 24 de setembre de 1841 - 18 d'agost de 1842 James Brooke (governador)

### Rages
- 1842 - 1868 James Brooke (Sir des de 27 d'abril de 1848) 
  - 1859 - 1863 John Brooke Johnson Brooke (substitut del raja James, absent)
  - 1863 - 1868 Charles Johnson Brooke (substitut del raja James, absent)
- 1868 - 1917 Charles Johnson Brooke (Sir des de 2 de juny de 1888)
- 1917 - 1946 Charles Vyner Brooke (sir des de 3 de juny de 1927) (exiliat 25 desembre 1941-15 d'abril de 1946) 
  - 1939 - 1940 Anthony Walter Dayrell Brooke (substitut del raja Charles Vyner, absent)

### Administració militar japonesa
- 1941 - 1945 governadors japonesos

### Administració militar britànica
- 1945 - 1946 Thomas "Tom" Charles Eastick
- 1946 Edward Cecil James Woodford

### Cap d'afers civils britànic a Borneo
- 1945 - 1946 Charles Frederick Cunningham Macaskie

### Residents britànics
- 1945 - 1946 William Piercy Nevill Leslie Ditmas (a Kuching), John Keith McCarthy (a Sibu) i R.G. Talbot (a Marudi)

### Governadors
- 1946 - 1949 Sir Charles Noble Arden-Clarke
- 1949 Duncan George Stewart
- 1949 - 1950 Christopher William Dawson (interí)
- 1950 - 1959 Anthony Foster Abell (Sir des de 1 de gener de 1952)
- 1960 - 1963 Sir Alexander Nicol Anton Waddell